# Erik Scavenius

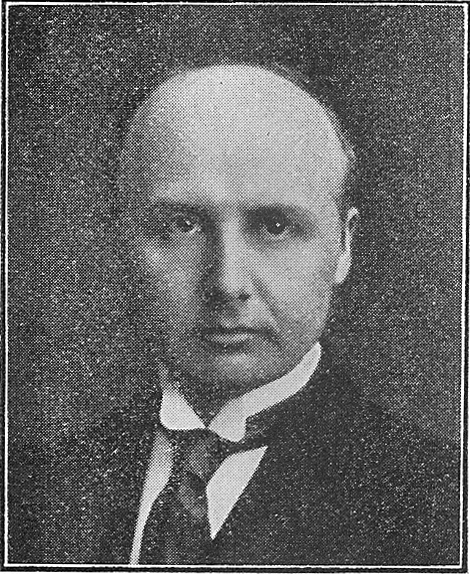
Erik Scavenius (1921)

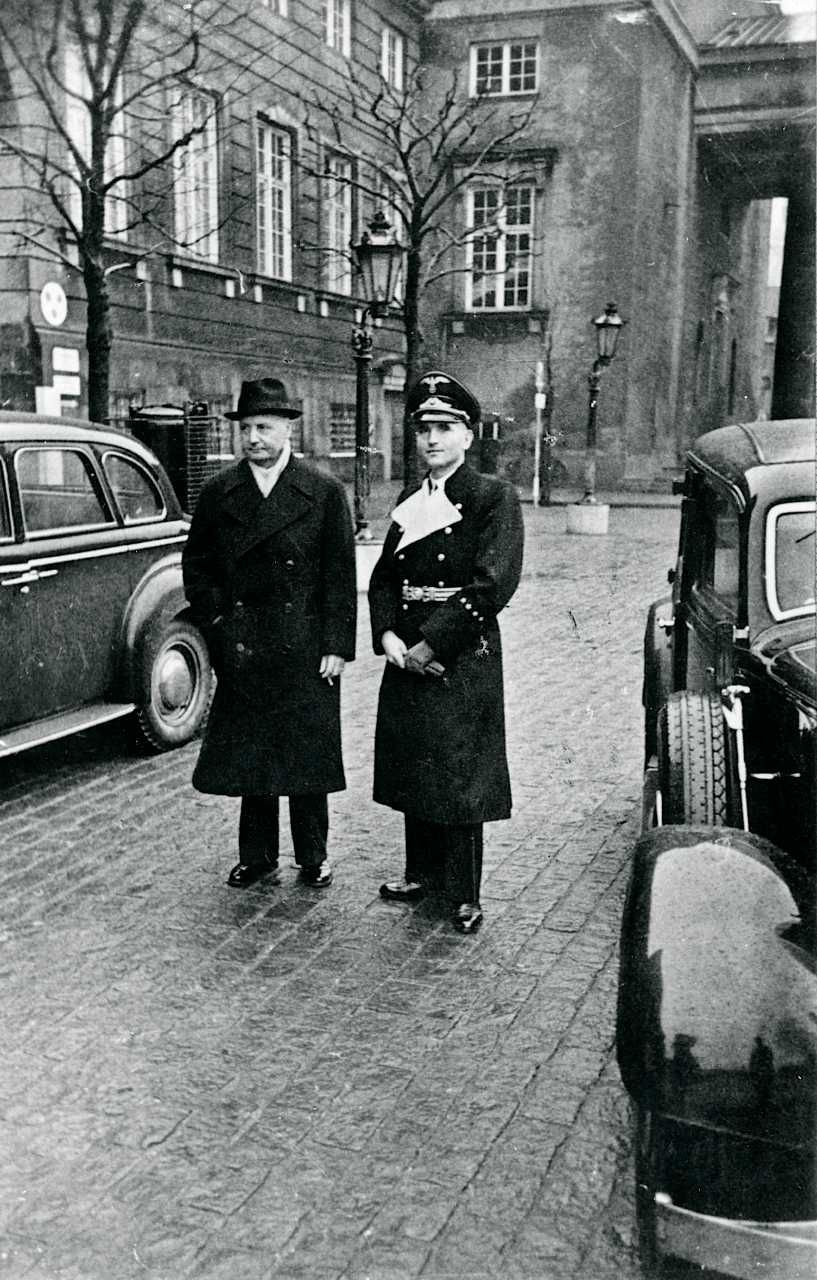
Erik Scavenius (links) und Werner Best

Erik Julius Christian Scavenius (* 13. Juli 1877 in Klintholm, Møn; † 29. November 1962 in Kopenhagen) war ein dänischer liberaler Politiker der Radikalen Venstre. Er war als Parteiloser Ministerpräsident von Dänemark vom 9. November 1942 bis de iure 5. Mai 1945.

## Leben
Scavenius studierte Politikwissenschaften und trat 1901 in den Auswärtigen Dienst. Bereits 1909 wurde er zum Außenminister im ersten Kabinett Zahle ernannt. 1912 wurde er dänischer Gesandter in Wien und Rom und wurde Mitglied von Det Radikale Venstre. Er war Außenminister während des Ersten Weltkriegs und galt als pro-deutsch. Im April 1940 wurde er erneut Außenminister im Kabinett von Thorvald Stauning. In dieser Zeit warb er für eine stärkere Anlehnung Dänemarks an Deutschland, u. a. in der Wirtschaftspolitik, um nach einem damals zu erwartenden deutschen Sieg bei der Neuordnung Europas eine privilegierte Position einnehmen zu können. Nachdem Ministerpräsident Vilhelm Buhl auf deutschen Druck hin zurücktreten musste, wurde Scavenius am 9. November 1942 Regierungschef. Seine Regierung trat am 29. August 1943 durch Rücktrittserklärung, die König Christian X. nicht annahm, außer Funktion, als die deutschen Besatzungsbehörden unter Werner Best der dänischen Regierung ein Ultimatum gestellt hatten, Unruhen in der Bevölkerung zu unterbinden.
Die sogenannte pro-deutsche Haltung von Scavenius war Ausdruck seiner grundlegenden pragmatischen Einstellung in Bezug auf die dänische Außenpolitik. Bereits während des Ersten Weltkriegs vertrat er die Ansicht, dass Dänemark allein aus geografischen Gründen nie Deutschlands Widersacher sein könnte. Das war auch seine Grundhaltung während des Zweiten Weltkriegs. Während der Besetzung Dänemarks hatte Scavenius oft versucht, die deutschen Forderungen abzuschwächen, indem er ihnen zuvorkam. Er gilt heute als Kollaborateur.